# 一碗清汤荞麦面
《一碗清汤荞麦面》，又译为《一碗汤面》、《一碗阳春面》，是日本小说家栗良平创作的故事。1992年在日本被改编为电影。2010年在韩国被改编为电影、舞台剧。

## 历史
1988年12月31日，栗良平在FM东京电台的广播节目上朗读了该作品。
1989年2月17日，日本众议院予算委員会的公明党议员大久保直彦在对首相竹下登提问时，朗读並介绍了該作品，这件事一度成为当时的热门话题。
1989年5月18日《周刊文春》全文发表。同年被收入《栗良平作品集2》出版。同时出现了对该故事真实性的质疑。1989年文经社出版书籍《一碗汤面》（李佳纯译）。1990年被译为中文于《电视电影文学》发表（赵平译）。同年《一碗阳春面》被选入中国大陆人教版高中语文教材第三册，作为“课外选读课文”。

## 内容
20世纪70年代某个除夕夜，一个女人带着两个儿子，在札幌的荞麦面馆“北海亭”，花150日元点了一碗清汤荞麦面。店主夫妇悄悄给他们多盛了半碗。店主了解到，母子来这家面馆是为了纪念经常来北海亭吃面的意外去世的父亲。之后每年除夕夜，母子三人都来北海亭吃面，但某年不再露面。十四年后，母亲带着分别成为医生和银行职员的儿子来面馆，当面感谢了店主夫妇。